# Бруската Гранде (Козенца)
Бруската Гранде је насеље у Италији у округу Козенца, региону Калабрија.
Према процени из 2011. у насељу је живело 319 становника. Насеље се налази на надморској висини од 2 м.